# 萨里·萨斯
萨里·萨斯（羅馬尼亞語：Sári Szász，1922年—2006年2月19日），婚前姓科洛日瓦里（Kolozsvári），罗马尼亚女子乒乓球运动员。

## 职业生涯
从1950年至1956年，她共获得过11枚奖牌（含单打、双打、团体项目）。其中包含了5枚世界乒乓球锦标赛团体项目金牌，1枚女子双打银牌和1枚团体项目铜牌。